# Oskar Frank
Oskar „Ossi“ Frank (geb. vor 1955) ist ein ehemaliger deutscher Tischtennisspieler. Er nahm an der Weltmeisterschaft 1955 teil.
Frank spielte im Verein SC Motor Berlin, der sich später in den TSC Oberschöneweide integrierte. Mit dessen Herrenmannschaft wurde er 1956 und 1957 DDR-Meister. Dreimal erreichte er bei den DDR-Individualmeisterschaften im Doppel das Halbfinale, nämlich 1956 mit Lothar Pleuse, 1957 mit Dieter Koch und 1959 mit Uwe Wienprecht.
1955 wurde er für die Individualwettbewerbe der Weltmeisterschaft in Utrecht nominiert. Hier musste er im Einzel in der Qualifikationsrunde antreten, wo er gegen H. Westerink (Niederlande) und Walter Spruyt (Belgien) gewann. Wegen der Niederlage gegen Christian Awart (Österreich) schied er jedoch aus. Das Doppel mit Heinz Schneider erreichte die zweite Runde gegen K. Gustafsson/Tony Larsson (Schweden), wo es gegen Richard Miles/John Somael (USA) verlor.

## Turnierergebnisse
| Verband | Veranstaltung     | Jahr | Ort     | Land | Einzel | Doppel    | Mixed        | Team |
| ------- | ----------------- | ---- | ------- | ---- | ------ | --------- | ------------ | ---- |
| GER     | Weltmeisterschaft | 1955 | Utrecht | NED  | Qual   | letzte 64 | keine Teiln. |      |